# 酯膜結構
酯膜結構是由國立臺灣大學物理學系教授趙治宇在2004年所發現的新相態。是借於固態與液態之間的樣態，屬於液晶狀態裡面的一個亞狀態。酯膜結構和液晶一樣具有柔性排列结构的特性，但分子間的連結程度又較液晶更小，因此物質可以像在液體中一樣地通過酯膜結構的物質。
1. ↑  张磊. .   [2024-08-03]. （原始内容存档于2024-08-03）.